# Langage de programmation probabiliste
En informatique, un langage de programmation probabiliste est un langage de programmation qui permet de manipuler des variables aléatoires et/ou qui permet de manipuler des modèles probabilistes.

## Exemple de programmation impérative
Par exemple, en Probabilistic-C, qui étend le langage C, on peut écrire des instructions comme 
double mu = normalrng(1, 5)
qui crée une variable aléatoire mu de loi normale.

## Exemple de programmation logique
Par exemple, en PRISM, qui étend le langage B-Prolog, les clauses sont pondérés.